# Черкаське лісове господарство

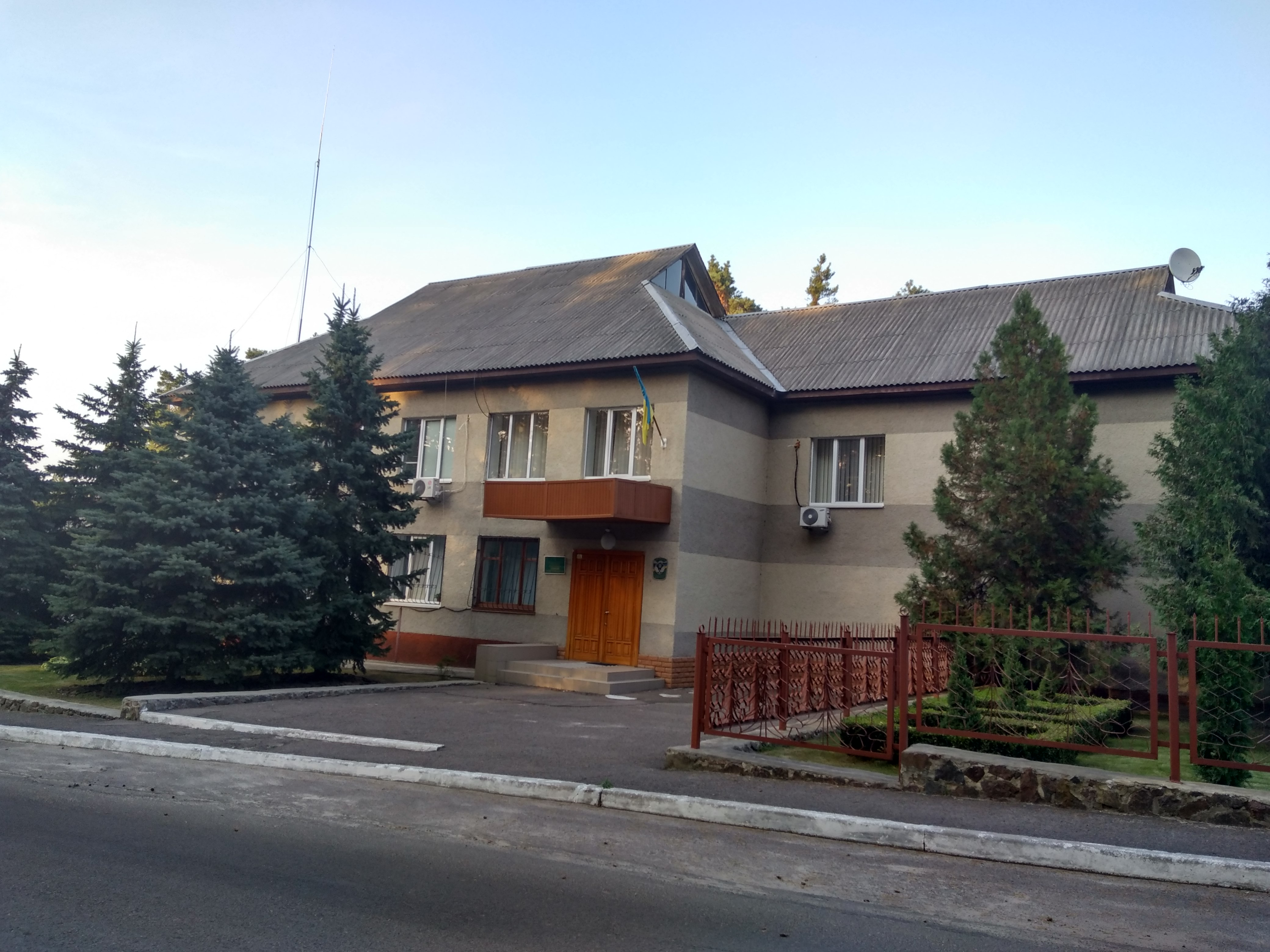
Адміністративна будівля

Державне підприємство «Черка́ське лісове господарство» — структурний підрозділ Черкаського обласного управління лісового та мисливського господарства.
Офіс знаходиться в селі Геронимівка  Черкаського району Черкаської області.

## Історія
Підприємство було утворене 1929 року, сучасний статус отримало згідно з наказом Держкомлісгоспу України № 96 від 3 лютого 2005 року.

## Лісовий фонд
Лісовий фонд підприємства розміщений на території Черкаського району.
Загальна площа лісового фонду складає 37259 га. Сосна займає 62 % території, дуб — 18 %, м'яколистяні — 11 %.

## Лісництва
Лісове господарство охоплює 8 лісництв:
- Білозірське лісництво
- Дахнівське лісництво
- Дубіївське лісництво
- Закревське лісництво
- Мошнівське лісництво
- Руськополянське лісництво
- Свидівське лісництво
- Тясминське лісництво

## Об'єкти природно-заповідного фонду
На території лісгоспу розташовані 8 заказників місцевого значення (серед яких Ірдинське болото) та 21 пам'ятка природи державного значення.